# Olav Duun

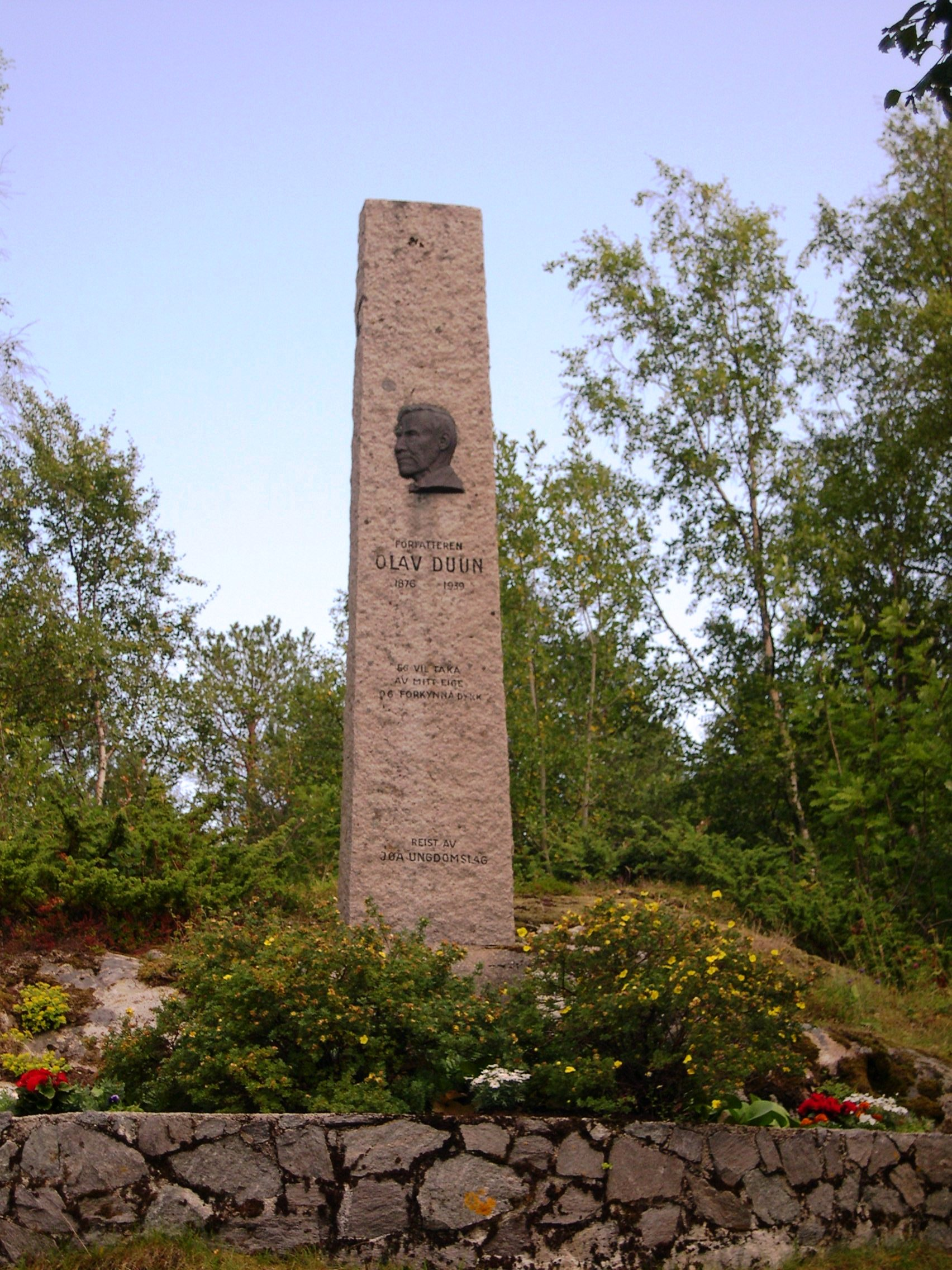
Pedra memorial para Olav Duun, na fazenda onde cresceu, Øver-Dun. A localização é Jøa, no município de Fosnes, Noruega

Olav Duun (21 de novembro de 1876 – 13 de setembro de 1939) foi um escritor de ficção norueguesa. É geralmente reconhecido como um dos escritores mais destacados da literatura norueguesa. Foi nomeado para o Prêmio Nobel de Literatura vinte e quatro vezes em quatorze anos, e uma vez perdeu por apenas um voto para receber o prêmio.

## Vida inicial
Duun nasceu no distrito tradicional de Namdalen exterior, na ilha de Jøa, que está localizada no Namsenfjorden no município de Fosnes no condado de Nord-Trøndelag, Noruega. Seus pais eram Johannes Antonius Duun e Ellen (Fossum) Duun. Olav Duun nasceu Ole Johannesen Raaby. Duun era o mais velho de uma família de oito irmãos. Durante seus anos de menino, sua família viveu em várias fazendas na ilha, sendo a última Duun. Ele adotou o sobrenome Duun quando deixou a ilha para começar seu treinamento como professor.
Frequentou a escola estadual em Trondheim. Em 1901, Duun assumiu uma posição como professor escolar no município de Levanger no condado de Nord-Trøndelag, Noruega.

## Após aceitar um posto como professor
Completou o exame de professor graduado em 1904. Em 1908, foi contratado pela escola Ramberg no município de Botne no condado de Vestfold, onde combinou a profissão de ensino com a escrita de poesia. Trabalhou como professor no município de Holmestrand até 1927. Aos cinquenta anos, se aposentou para se dedicar à escrita.

## Carreira literária
Duun escreveu em Landsmål, uma amálgama de dialetos camponeses que se desenvolveu no Nynorsk, uma das línguas oficiais da Noruega. No período de 1907-38, publicou 25 romances, quatro coleções de contos ("sagas" era seu próprio termo de gênero) e dois livros infantis. Muitos de seus livros incorporam os dialetos de seus sujeitos: camponeses, pescadores e fazendeiros. Seus romances analisam as características psicológicas e espirituais da vida rural camponesa. O contato com as tradições familiares é uma força para os heróis em seus romances históricos, e a consciência daqueles que viveram antes, e a força de suas ações podem ajudar as pessoas modernas através das crises.
As obras mais notáveis são seus seis volumes, Os Habitantes de Juvik, que trata de quatro gerações de uma família de proprietários de terras camponeses. Esta obra foi traduzida para o inglês e publicada como: The Trough of the Waves (1930), The Blind Man (1931), The Big Wedding (1932), Odin in Fairyland (1932), Odin Grows Up (1934) e Storm (1935).
Olav Duun foi nomeado para o Prêmio Nobel de Literatura vinte e quatro vezes entre 1924 e 1939. Certo sobre um rumor de que Duun seria agraciado com o prêmio em 1926, o jornal norueguês Aftenposten anunciou erroneamente Duun como o vencedor do Prêmio Nobel de Literatura em sua primeira página em 11 de novembro de 1926, antes do anúncio da Academia Sueca de George Bernard Shaw como vencedor mais tarde naquele dia, o que foi um escândalo de publicação na Noruega. Duun perdeu para Shaw por apenas um voto.

## Legado

### Antiga residência, agora uma biblioteca relacionada às suas obras
A Casa de Olav e Emma Duun (Olav og Emma Duuns Hus) é a antiga residência de Olav Duun e sua esposa Emma, em Ramberg no município de Holmestrand. Há uma biblioteca contendo manuscritos, cartas e outras coisas relacionadas à carreira literária de Olav Duun. O primeiro andar está à disposição dos recipients da Bolsa Duun. No jardim, foi construído um parque memorial contendo rochas comemorativas com citações líricas dos poemas de Olav Duun. O endereço é Rua Olav Duun, 20.

## Prêmios
- 1934 - Prêmio Gyldendal (prêmio inicial desta distinção)
- 1935 - Prêmio Henrik Steffens (prêmio inicial desta distinção)